# Renaissance numérique
Renaissance numérique est un think tank créé en 2007 dont l'objectif initial est la lutte contre les fractures numériques et le développement du numérique en France dans une optique citoyenne.

## Description
Le think tank Renaissance numérique réunit des universitaires, des experts et des personnalités, des organisations non gouvernementales et des entreprises. Il compte actuellement 40 membres.
L'association est un lieu de débat, de confrontation d’expertises et d’expériences permettant de faire émerger des idées originales afin de répondre aux enjeux posés par la transformation numérique de la société. Elle a vocation à alimenter la réflexion sur l’impact du numérique dans la société française et européenne. En plus de produire des notes et rapports et d’organiser des événements, le think tank a lancé en 2017 une plateforme destinée à la lutte contre la haine en ligne, Seriously. Son but, selon l’ancien président du think tank, Henri Isaac, est de « contribuer à pacifier les espaces de discussion en ligne peu policés ».
Le think tank est présidé depuis 2021 par Nicolas Vanbremeersch, Président de l’agence de communication digitale Spintank.

## Champs d'intervention

### Libertés publiques et démocratie
Renaissance Numérique s’intéresse depuis sa création aux politiques publiques qui touchent aux libertés publiques et au fonctionnement de la démocratie. Le think tank s’est notamment positionné contre la proposition de loi dite “Avia” et le règlement européen contre le terrorisme. Avec d’autres organisations, le think tank a critiqué l’abandon de la régulation aux grandes plateformes, que ces textes mettent en place en faisant reposer sur elles des obligations, sans passage par un juge pour décider de la licéité de contenus.
Les technologies présentant des risques pour les libertés publiques font également l’objet d’une attention particulière au sein du think tank, comme les technologies d’intelligence artificielle, qui ont fait l’objet d’une analyse commune avec la chaire “Legal and Regulatory Implications of AI” de l’Université Grenoble Alpes, les technologies de reconnaissance faciale, qui ont fait l’objet d’un rapport du think tank, ou les caméras dites “augmentées” ou “intelligentes”, dispositifs sur lesquels le think tank a exprimé sa position à l’occasion d’une consultation publique initiée par la CNIL. En ce qui concerne les technologies de reconnaissance faciale, Renaissance Numérique appelle à la création d’un système de standardisation robuste à l’échelle de l’Union européenne, garants des droits et libertés fondamentaux des citoyens européens,.
Renaissance Numérique et la chaire “Legal and Regulatory Implications of AI” de l’Université Grenoble Alpes préconisent une approche multipartite et s’inquiètent des modalités de révision du texte, qu’ils souhaitent plus ouvertes, pour des technologies qui évoluent très vite notamment les caméras dites "intelligentes".
En 2016 et 2017, deux rapports du think tank se penchent sur l’apport du numérique à la participation citoyenne. Ils estiment que les outils numériques offrent des possibilités pour consulter les citoyens, avec des plateformes faciles à mettre en place mais doivent aussi permettre de revitaliser et réenchanter la démocratie auprès des citoyens. Cela implique aussi que les élus s’emparent réellement de ces possibilités et que cette démocratie participative ne heurte pas frontalement la démocratie représentative,.

### Économie numérique
Renaissance Numérique a également étudié les aspects économiques de la transition numérique : la question des équipements, des modèles d’affaires, la transformation numérique de certains secteurs (agriculture, santé), et les enjeux concurrentiels au sein de l'économie numérique. 
À ses débuts, Renaissance Numérique s’est intéressé au retard français dans le domaine des équipements dans son livre blanc fondateur “2010, l’Internet pour tous” (2007).
Le think tank s’est également penché sur les opportunités offertes par le numérique pour sortir des difficultés économiques. En 2012, après avoir organisé des débats participatifs à Marseille, Nantes et Bordeaux, et à l’Assemblée nationale, Renaissance Numérique a proposé 19 mesures pour sortir de la crise.
En 2013, un livre blanc explore les possibilités offertes par les objets connectés, montrant des opportunités, notamment dans le domaine de la santé.
En 2014, un rapport analyse les opportunités du numérique pour le secteur de la culture, notamment la musique et l’édition, et critique certaines législations “défensives” comme le fait d’interdire la gratuité des frais de port pour certains produits comme les livres.
Le think tank a également exploré les sujets liés à la santé, avec dès 2014, un rapport qui préconise de basculer d’un système curatif à un système préventif, en utilisant au mieux les outils numériques mais également en exploitant mieux les données de santé. Il préconise d’accompagner ce développement d’une évaluation médico-économique des objets connectés, et d’accélérer l’open data sur les données de santé.
Un autre rapport sur la e-santé est publié en 2017, dans lequel 17 experts formulent 36 mesures concrètes pour le développement de la e-santé en France. Dans la lignée de ces travaux, le think tank s’est penché plus spécifiquement sur la question des données de santé en 2021, appelant à faire progresser leur gouvernance,.
Au printemps 2021, Renaissance Numérique a produit une analyse juridique sur le DMA,.

### Pouvoir
Le think tank est aussi régulièrement intervenu sur la régulation des plateformes en ligne, avec une analyse de la notion de plateforme en 2020, soulignant sa complexité et la nécessité d’avoir une définition bien stabilisée avant de légiférer. Le sujet des plateformes avait déjà été exploré par le think tank en 2015, avec la publication de la note “Plateformes et dynamiques concurrentielles”. Il revient sur le sujet en 2020 et 2021, dans le cadre des consultations sur les nouvelles règlementations européennes.
En 2022, le think tank s’est penché sur le concept de souveraineté numérique, considérant qu’il serait plus pertinent de parler de souveraineté technologique,.

### Activités d'influence
En 2021, Renaissance Numérique fait partie de ceux considérés par l'Observatoire des multinationales et le Corporate Europe Observatory comme susceptibles d'influencer la présidence française du Conseil de l’Union européenne de 2022 en faveur de grandes entreprises.
Le think tank est inscrit au Registre de transparence de la Commission Européenne répertoriant « les organisations qui cherchent à influencer le processus législatif et de mise en œuvre des politiques des institutions européennes ».

## Initiatives
En 2010, Renaissance Numérique organise l’« Opération Rentrée 2.0 », visant à équiper les écoles d’Île-de-France avec des ordinateurs reconditionnés. En 2011 a lieu une opération de sensibilisation des parlementaires aux enjeux numériques, basée sur un réseau d’acteurs du numérique, social network.
Initié en 2015, au lendemain des attentats de janvier de la même année. la plateforme Seriously est lancée en 2017. Initié par le think tank, ce projet s’inscrit dans une démarche collective aux côtés d’acteurs tels que la DILCRAH, SOS Homophobie ou SOS Racisme, qui ont soutenu le projet dans le cadre de sa conception et/ou dans son développement. Son développement a également été soutenu par d’entreprises du secteur, telles que Google ou Twitter, ainsi que par la fondation Fonds du 11 janvier. En 2017, la plateforme Seriously est promue par l’Organisation pour la sécurité et la coopération en Europe dans son rapport “Countering Violent Extremism and Radicalisation that Lead to Terrorism: Ideas, Recommendations, and Good Practices from the OSCE Region”.
Dans le cadre de l’élection présidentielle de 2022, Renaissance Numérique a lancé un collectif d’acteurs de la société civile baptisé “Numérique avec tous”. Dans une tribune parue dans le journal Libération le 14 décembre 2022, le collectif appelle à ce que la voix de la société civile du numérique soit entendue dans les débats sur la gouvernance et la régulation du numérique. À ce titre, le collectif a transmis 8 propositions d’engagements aux candidats à l’élection présidentielle.

## Gouvernance

### Présidents
- 2009-2015 : Guillaume Buffet
- 2015-2021 : Henri Isaac
- 2021- Nicolas Vanbremeersch [4]

### Délégués généraux
- 2009-2013 : Loïc Bodin [38]
- 2013-2017 : Camille Vaziaga [39]
- 2017-2022 : Jennyfer Chrétien [40]
- 2022-... : Jean-François Lucas [41]